# El hombre señalado
El hombre señalado es una película en blanco y negro de Argentina dirigida por Francis Lauric sobre el guion de Alberto Peyrou y Diego Santillán que se estrenó el 8 de agosto de 1957 y que tuvo como protagonistas a Mario Fortuna, Antonia Herrero, Enrique Chaico, Pedro Quartucci y José María Gutiérrez. El tema había sido tratado en El millón -Le million, filme dirigido en Francia en 1931 por René Clair.

## Sinopsis
Un hombre trata de recuperar un billete de lotería premiado que va pasando de mano en mano dentro de un viejo sombrero de paja que su mujer vendió.

## Reparto
- Mario Fortuna ... Santiago
- Antonia Herrero ... Julia
- Enrique Chaico ... Don Nicolás
- Pedro Quartucci ... Enrique
- José María Gutiérrez ... Javier
- Homero Cárpena ... Ropavejero
- Cristina Berys
- Francisco López Silva ... "Doctor" (viejo)
- Luis Otero ... Juan
- Miriam Sucre
- Raúl del Valle
- María de Aguilar
- Fausto Aragón
- Lalo Hartich
- Max Citelli
- Domingo Garibotto

## Comentarios
Roland en Crítica escribió:

”Querer…y poder a medias….sin alardes literarios ni virtuosismos formales impone su honradez y su buen sentido.”

Por su parte La Razón opinó:

”A veces, ahonda en lo dramático, con el juego travieso y grotesco que depara el inasible logro de la felicidad.”